# Eiði
Eiði (pronunciat [ˈaiːjɪ]) és una localitat i cap de municipi situada a la punta nord-oest de l'illa d'Eysturoy, a les illes Fèroe. El 2021 tenia una població total de 688 habitants. El municipi comprèn també les localitats de Ljósá (36 hab.) i Svínáir (43 hab.). El seu nom en feroès significa "istme".
Eiði és un dels pobles que surt esmentat al Hundabrævið, document del segle XIV que legislava la tinença de gossos a l'arxipèlag.

## Geografia
Eiði se situa al nord de l'illa feroesa d'Eysturoy, molt a prop d'on el Sundini es troba amb l'oceà Atlàntic. Al costat del poble hi ha el penya-segat d'Eiðiskollur de 343 m d'altura, des d'on hi ha unes bones vistes de l'entorn i dels Risin og Kellingin, dos farallons llegendaris que s'eleven fins als 75 m d'altura.
A pocs quilòmetres al sud-est d'Eiði hi ha l'Eiðisvatn, llac que alimenta una central hidroelèctrica situada més al sud. Al poble, a més, hi havia un centre de comunicació anomenat LORAN-C que va tancar el desembre de 2015. Aquesta estació utilitzava una antena de 190,5 m d'altura, l'estructura més alta de les Illes Fèroe.

## Cultura i esports
El museu d'Eiði mostra com era la vida rural de les Fèroe durant la segona meitat del segle xix i ocupa una antiga granja anomenada Látralonin.
L'església del poble és de pedra i va ser construïda el 1881.
El club de fútbol local és el EB/Streymur, que juga a la primera divisió feroesa. A part d'Eiði també representa al poble de Streymnes. Va ser fundat el 1993 com a resultat de la fusió dels clubs Eiðis Bóltfelag (EB) i el Ítróttarfelagið Streymur i ha guanyat la Lliga de les Fèroe els anys 2008 i 2012. L'antic camp de futbol de "niðri á Mølini" situat al nord-est d'Eiði va ser considerat un dels més bells del regne de Dinamarca a causa de la seva espectacular ubicació. Des de l'abril de 2015, l'espai d'aquest històric camp de futbol l'ocupa un càmping tot l'any amb places per a caravanes i autocaravanes.